# Iselin Solheim
Iselin Løken Solheim, även känd som enbart Iselin, född 20 juni 1990 i Naustdal i Sunnfjord och uppvuxen i Oslo, är en norsk sångerska och låtskrivare som började sin musikkarriär år 2007. Hon är mest känd för att ha varit sångerskan på Alan Walkers låtar "Faded" och "Sing Me to Sleep". Hennes låtar framförs främst på engelska.